# بلاغة القرآن
بلاغة القرآن من أسباب إعجازه، والمقصود بها: فصاحة مفرداته، ومتانة نظمه، وانتظام دلالته، واستيفاؤه للمعاني، وحسن بيانه، ودقة تعبيره.
وقد اعترف العرب عند مبعث النبي صلى الله عليه وسلم ببلاغة القرآن، حتى وقفوا في حيرة من أمر هذا الكتاب؛ فقد وجدوا له في أنفسهم تأثيرًا بالغًا، لا يجدونه لغيره من ألوان الكلام. وقد استعمل القرآن أقسام البلاغة الثلاثة في تعبيراته وسياقاته، ونظمه، وهي: علم المعاني، وعلم البيان، وعلم البديع.

## التعريف ببلاغة القرآن
البلاغة لغة هي: الفصاحة. وبلُغ الرجل -بالضم- أي: صار بليغًا. ورجل بليغ، أي: حسن الكلام فصيحه. والبلاغة اصطلاحًا هي: إيصال المعنى إلى النفس في أحسن صورة. أو هي التعبير عن المعنى الصحيح لما طابقه من اللفظ الرائق، من غير مزيد على المقصد، ولا انتقاص عنه في البيان. وبلاغة القرآن يقصد بها فصاحة مفرداته، ومتانة نظمه، وانتظام دلالته، واستيفاؤه للمعاني، وحسن بيانه، ودقة تعبيره.

## شواهد على بلاغة القرآن
الشواهد على بلاغة القرآن الكريم كثيرة جدًّا، فحُكي: أن عمر بن الخطاب كان يومًا نائمًا في المسجد، فإذا هو بقائم على رأسه يتشهد شهادة الحق، فاستخبره فأعلمه أنه من بطارقة الروم، ممن يُحسن كلام العرب وغيرها، فقال: سمعت رجلًا من أسرى المسلمين يقرأ آية من كتابكم، فتأملتها فإذا قد جمع فيها ما أنزل الله على عيسى بن مريم من أحوال الدنيا والآخرة، وهي قوله: {وَمَنْ يُطِعِ اللَّهَ وَرَسُولَهُ وَيَخْشَ اللَّهَ وَيَتَّقْهِ فَأُولَئِكَ هُمُ الْفَائِزُونَ} [سورة النور، آية: 52]. ويُحكى أن أعرابيًّا سمع قوله تعالى: {فَاصْدَعْ بِمَا تُؤْمَرُ} [سورة الحجر، آية: 94]، فلم يتمالك أن وقع على الأرض وسجد، فسئل عن سبب سجدته فقال: سجدت في هذا المقام لفصاحة هذا الكلام. وسمع آخر قوله تعالى: {فَلَمَّا اسْتَيْأَسُوا مِنْهُ خَلَصُوا نَجِيًّا} [سورة يوسف، آية: 80]، فقال: أشهد أن مخلوقًا لا يقدر على مثل هذا الكلام.

## موقف العرب من بلاغة القرآن
كان في العرب عند مبعث النبي محمد ﷺ نوابغ الشعراء، ومصاقع الخطباء، ولهم القصيد العجيب، والرجز الفاخر، والخطب الطوال البليغة والقصار الموجزة، ولهم الأسجاع والمزدوج، واللفظ المنثور، وكانوا يتنافسون على الفصاحة والبلاغة والذلاقة، ويتبجحون بذلك ويتفاخرون بينهم، حتى إن القرآن نفسه ذكر لَدَدهم وشدة خصومتهم، فقال عنهم: {بَلْ هُمْ قَوْمٌ خَصِمُونَ} [سورة الزخرف، آية: 58]، ولكنهم وقفوا في حيرة من أمر هذا الكتاب، فقد وجدوا له في أنفسهم تأثيرًا بالغًا، لا يجدونه لغيره من ألوان الكلام. والقرآن الكريم هو المعجزة الخالدة، وهو أحسن الحديث، وهو في أعلى درجة من الفصاحة، وأرفع رتبة في البلاغة، وبلاغة القرآن وجه من وجوه إعجازه، ولفصاحته العالية، وبلاغته الرفيعة، قال عنه الوليد بن المغيرة «أحد المشركين» حين سمعه من النبي ﷺ: «إن لقوله الذي يقول لحلاوة، وإن عليه لطلاوة، وإنه لمثمر أعلاه، مغدق أسفله، وإنه ليعلو وما يعلى، وإنه ليحطم ما تحته».

## أنواع البلاغة في القرآن الكريم
تنقسم البلاغة إلى ثلاثة أنواع رئيسية:
أولها: علم المعاني الذي يهتم بمعرفة أحوال تركيب الكلام ومطابقته للإطار المصاحب له، ويسهم هذا النوع في الكشف عن بلاغة القرآن الكريم من حيث قوة السبك، وجمال الوصف، وروعة التركيب، وحسن الإيجاز وما شابه ذلك.
وثانيها: علم البيان الذي يهتم بمعرفة أسرار التعبير عن المعنى الواحد بطرق مختلفة مع مراعاة مقتضى الحال، ويسعى هذا النوع إلى إيضاح الأصول والقواعد اللغوية التي يعتمد عليها القرآن الكريم لإيراد المعنى الواحد بأساليب متعددة ومتنوعة، مع وضوح الدلالة، كالاستعارة، والكناية، والتشبيه.
وثالثها: علم البديع الذي يهتم بمعرفة كيفية تحسين الكلام، وجعله مطابقًا للإطار الوارد فيه، ويسعى هذا النوع إلى استكشاف الأوجه التي تضفي على القرآن الكريم رونقا وحُسنًا وجمالًا، وتكسوه بألوان بديعة من الجمال اللفظي والمعنوي.

## أمثلة على بلاغة القرآن الكريم
مثال الاستعارة: قوله تعالى: {اللَّهُ وَلِيُّ الَّذِينَ آمَنُوا يُخْرِجُهُمْ مِنَ الظُّلُمَاتِ إِلَى النُّورِ} [سورة البقرة، آية: 257]؛ فقد استعار الظلمات للكفر، والنور للإيمان على طريقة الاستعارة التصريحية.
مثال التشبيه: قوله تعالى: {أُولَئِكَ كَالْأَنْعَامِ بَلْ هُمْ أَضَلُّ} [سورة الأعراف، آية: 179]، شبه الكفار بالأنعام، إذا دعاها راعيها لا تسمع إلا صوته، ولا تفقه ما يقول، ومن كفَر بالله من البشر، كانت الدواب أتمَّ منه.
مثال الإيجاز والإطناب: قوله تعالى: {وَمَا تِلْكَ بِيَمِينِكَ يَا مُوسَى* قَالَ هِيَ عَصَايَ أَتَوَكَّأُ عَلَيْهَا وَأَهُشُّ بِهَا عَلَى غَنَمِي وَلِيَ فِيهَا مَآرِبُ أُخْرَى} [سورة طه، آية: 17، 18]؛ فالإيجاز أن يكتفي موسى عليه السلام بذكر العصا، ولكنه استطرد في كلامه عن أهمية العصا، وهذا هو الإطناب.
مثال الكناية: قوله تعالى: {هُنَّ لِبَاسٌ لَكُمْ وَأَنْتُمْ لِبَاسٌ لَهُنَّ} [سورة البقرة، آية: 187]، استعمل لفظ اللباس كناية عن العلاقة الزوجية.
مثال المحسنات البديعية: قوله تعالى: {﴿وَأَنَّهُ هُوَ أَضْحَكَ وَأَبْكَى ۝٤٣ وَأَنَّهُ هُوَ أَمَاتَ وَأَحْيَا ۝٤٤﴾ [النجم:43–44]، فيه طباق، وهو الجمع بين المتقابلين، فالضحك والبكاء ضدان، والموت والحياة ضدان.

## أهمية البلاغة في القرآن الكريم
تظهر أهمية البلاغة في القرآن من خلال عدة أمور:
الأول: أن بلاغة القرآن سبب في إعجازه؛ فهي أول ما تحدى به النبي صلى الله عليه وسلم مشركي العرب.
الثاني: أن علوم البلاغة من بيان ومعانٍ ومحسنات بديعية من الوسائل الأساسية لفهم القرآن الكريم.
الثالث: أن القرآن نزل بلغة العرب، ولا يمكن فهم القرآن إلا من خلال تعلم فنون بلاغة العرب.
الرابع: علم البلاغة يظهر فصاحة القرآن الكريم وجودة صياغته، وروعة أساليبه اللفظية والبيانية.
الخامس: الإلمام بعلوم البلاغة سبب رئيس في إدراك الأحكام، والقضايا، ومعاني القرآن الكريم.

## وصلات خارجية
- البلاغة العربية وقضية الإعجاز
- تحميل كتاب دليل البلاغة القرآنية
- البلاغة القرآنية في تفسير الزمخشري وأثرها في الدراسات البلاغية محمد حسنين أبو موسى